# یوسف مک
یوسف مک (متولد ۲۰ ژانویه ۱۹۸۰) یک بوکسور حرفه‌ای سابق و بازیگر پورنوگرافی گی اهل آمریکا است.

## دوره حرفه‌ای بوکس
در تاریخ ۱۷ نوامبر سال ۲۰۰۰، مک اولین بازی حرفه‌ای اش را با شکست ویلی لی با یک TKO در راند دوم به انجام رسانید.
او قهرمان چندین مسابقه محلی و در مقابل چندین قهرمان جهانی مسابقه داده‌است.

## زندگی شخصی
ماک پدر یک فرزند ده ساله و با یک زن نامزد بود.

## پورنوگرافی
در سال ۲۰۱۵، او در یک فیلم پورنوگرافی گی ساخت شرکت Dawgpoundusa.com تحت نام فیلی بازی کرد. او در ابتدا گفت خاطره ای از ساخت این فیلم ندارد و تحت تأثیر مواد بوده و بعدها گفت که دروغ گفته تا همجنسگرا بودنش را پنهان کند.
او در حال حاضر ستاره فیلم‌های شرکت Reality Dudes است و تحت نام فیلی مک کار می‌کند.